# Condega
Condega is een gemeente in het departement Estelí in Nicaragua. De gemeente ligt in het noordwesten van het land. Condega telde 30.600 inwoners in 2015.

## Stedenbanden
Condega heeft een stedenband met:
- Ansfelden (Oostenrijk)
- Bend (Verenigde Staten)
- Beroun (Tsjechië)
- Fairfax (Verenigde Staten)
- Kreis Herford (Duitsland), sinds 1988
- Löhne (Duitsland), sinds 1994
- Rijswijk (Nederland), sinds 1990